# Софиевка (Любимовская поселковая община)
Софиевка (укр. Софіївка) — село в Любимовской поселковой общине Каховского района Херсонской области Украины.
Население по переписи 2016 года составляло 722 человек. Почтовый индекс — 74821. Телефонный код — 5536. Код КОАТУУ — 6523580504.

## Местный совет
74820, Херсонская обл., Каховский р-н, с. Василевка, ул. Карла Маркса, 36